# Luc Steels
Luc Steels   (22 de gener de 1952) és un científic i artista belga, director del Laboratori d'Intel·ligència Artificial de la Vrije Universiteit Brussel. També és fundador del laboratori d'informàtica de Sony a París, actualment dirigit per François Pachet) i ha sigut un investigador visitant a la Universitat Universitat Pompeu Fabra de Barcelona. Steels és considerat un pioner en Intel·ligència Artificial que ha fet contribucions importants a sistemes experts, robòtica basada en comportament, vida artificial i lingüística evolutiva.

## Obra
- Steels, Luc (1990) "Components of Expertise" 11(2) pp. 28-49.
- Steels, Luc (2001) Grounding Symbols through Evolutionary Language Games. In: Cangelosi A. and Parisi D. (Eds.) Simulating the Evolution of Language Arxivat 2009-08-03 a Wayback Machine. Springer.
- Steels, Luc (2011) "Design Patterns in Fluid Construction Grammar" John Benjamins Pub.
- Steels, Luc (2011) "Modeling the cultural evolution of language." Physics of Life Reviews, 8(4) pp. 339-356.